# Luigi Razza
Luigi Razza (Monteleone di Calabria, 12 dicembre 1892 – Almaza, 7 agosto 1935) è stato un giornalista, sindacalista e politico italiano.
Fu ministro dei lavori pubblici durante il regime fascista.

## Biografia
Luigi Razza nasce a Monteleone di Calabria (oggi Vibo Valentia) da Leone e Carmela De Luca. Trascorsi i primi anni della fanciullezza, il padre, agente di custodia, viene trasferito a Noto, in Sicilia, dove Luigi inizia a frequentare il liceo - ginnasio "Di Rudini", sino alla maturità classica conseguita nel 1912. Terminati gli studi liceali,  si avvicina al sindacalismo, e viene inviato in Puglia come dirigente dell'Unione sindacale italiana di Filippo Corridoni.
Nel 1914 si trasferisce a Milano, dove si laurea in legge. Conobbe Mussolini che lo chiamò come redattore del giornale interventista Popolo d'Italia.
Allo scoppio della grande guerra, Luigi viene più volte riformato per insufficienza toracica e per il fisico gracile, testimone di un'infanzia di sacrifici e di ristrettezze economiche in cui versava l'intera famiglia. Anche i suoi fratelli Domenico e Giuseppe, nati a Monteleone rispettivamente il 17 maggio 1894 e il 31 gennaio 1899, verranno riformati per lo stesso motivo. Nonostante ciò, Luigi riesce a partire volontario nel 1916 con il grado di sottotenente nella brigata Volturno, combattendo in Val Posina, nel Trentino e sul Monte Cimone dove guadagna due croci di guerra al valor militare. In questo periodo collabora attivamente per i giornali di trincea.
Finita la guerra, nella città di Trento libera diviene redattore del giornale socialista Il Popolo, fondato nel 1900 da Cesare Battisti, e corrispondente del Popolo d'Italia. Segretario del fascio d'azione rivoluzionaria, nel 1919 prese parte alla fondazione dei Fasci italiani di combattimento e nel 1920 fu segretario del Fascio di Trento. 
Fu uno dei sansepolcristi aderenti alla Massoneria. Con l'ascesa del fascismo, Razza diventa, dopo la Marcia su Roma, membro del Gran consiglio del fascismo e del Consiglio nazionale delle corporazioni. Nel 1923 fu nominato vicesegretario generale della Confederazione delle corporazioni sindacali fasciste.
Nel 1924 viene eletto deputato nel Listone fascista.
Nel novembre del 1928 la Confederazione nazionale delle corporazioni sindacali viene smembrata in sei confederazioni minori (industria, agricoltura, commercio, trasporti e navigazione, banca, lavoratori del mare e dell'aria, professionisti e artisti), Razza assume la segreteria della Confederazione nazionale dei lavoratori dell'agricoltura. Nel 1929 è rieletto deputato del Regno. Nel 1930 Razza venne nominato commissario del neoistituito Commissariato per le migrazioni e la colonizzazione interna, della presidenza del Consiglio.
Viene riconfermato deputato nel 1934. L'apice della sua carriera politica la raggiunge il 24 gennaio 1935, quando viene nominato Ministro dei lavori pubblici nel Governo Mussolini: rimarrà in carica fino al 6 agosto 1935, a causa della sua morte avvenuta in un disastro aereo nel cielo di Almaza (Il Cairo) mentre si recava in Eritrea. 
L'aereo, decollato da Guidonia, fece tappa al Cairo per la notte. La mattina del 7 agosto 1935, dieci minuti dopo il decollo, un'esplosione fece precipitare l'aereo provocando la morte dei 7 occupanti (3 passeggeri e 4 d'equipaggio).
L'incidente suscitò immediatamente vasta eco, anche sulla stampa estera, e si parlò anche di attentato, ma le vere cause non furono mai chiarite. Anzi, la commissione di inchiesta inviata dal governo italiano, dichiarò rapidamente l'impossibilità di appurare le ragioni dell'incidente,.
La scomparsa viene così annunciata dal quotidiano Il Mattino:

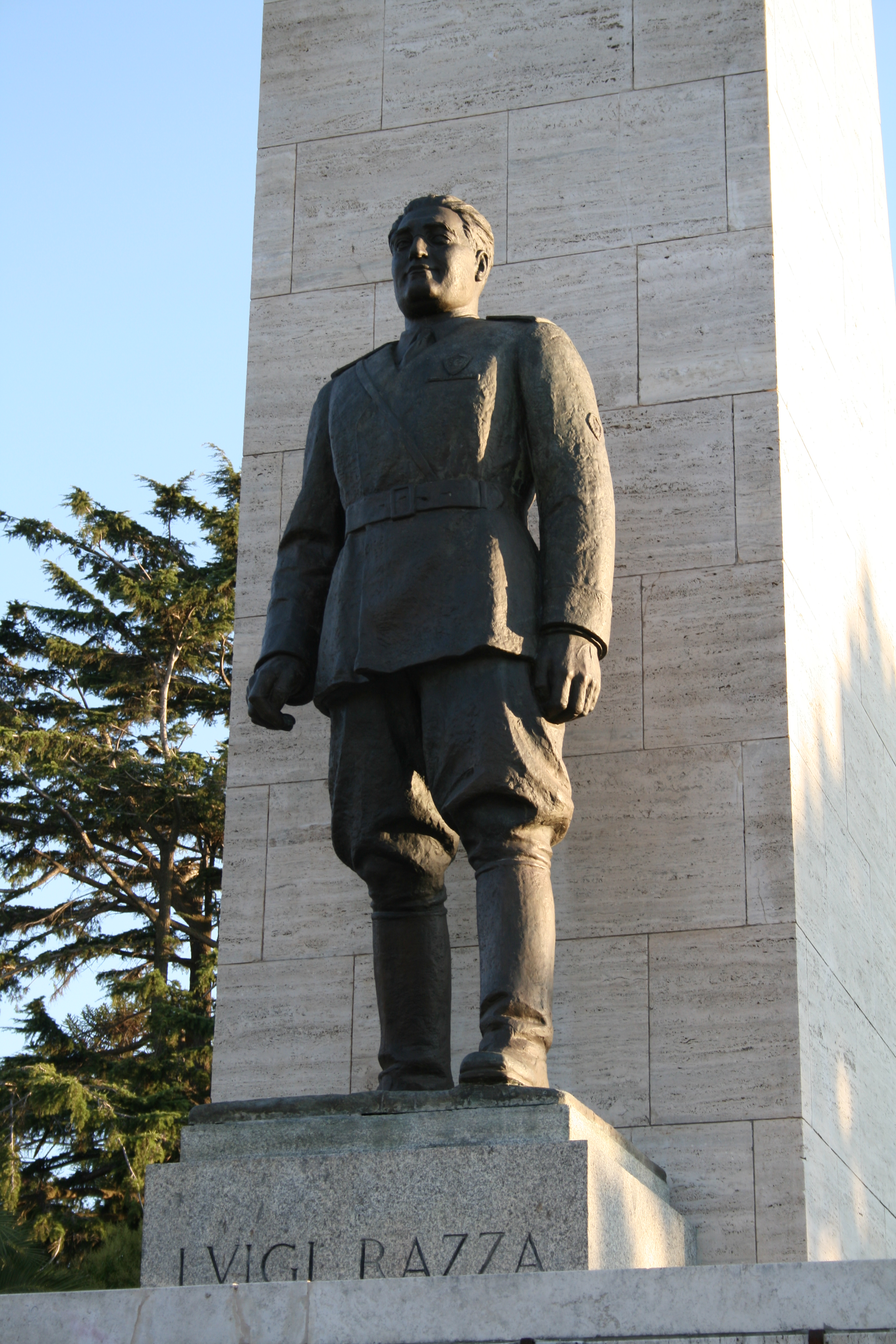
Monumento a Luigi Razza a Vibo Valentia

A lui fu intitolata la città coloniale di Massah, in Cirenaica.